# Mangan
Mangan, là nguyên tố hóa học trong bảng tuần hoàn có ký hiệu Mn và số nguyên tử là 25. Nó được tìm thấy ở dạng tự do trong tự nhiên (đôi khi kết hợp với sắt), và trong một số loại khoáng vật. Ở dạng nguyên tố tự do, mangan là kim loại quan trọng trong các hợp kim công nghiệp, đặc biệt là thép không rỉ.
Mangan phosphat được dùng để xử lý gỉ và chống ăn mòn trên thép. Tùy theo trạng thái oxy hóa của nó, các ion mangan có nhiều màu khác nhau và được dùng làm thuốc nhuộm trong công nghiệp. Các permanganat với các kim loại kiềm và kiềm thổ là các chất oxy hóa mạnh. Mangan dioxide được dùng làm vật liệu catốt trong các pin và pin khô kiềm và tiêu chuẩn.
Các ion mangan(II) có chức năng làm cofactor trong một số enzyme ở sinh vật bậc cao, có vai trò quan trọng trong sự giải độc của các gốc peroxide tự do. Nguyên tố này cần thiết ở dạng vết trong các sinh vật sống. Khi hít phải Với lượng lớn hơn, mangan có thể gây hội chứng nhiễm độc ở động vật, gây tổn thương thần kinh mà đôi khi không thể phục hồi được.

## Tính chất

### Tính chất vật lý
Mangan là kim loại màu trắng xám, giống sắt. Nó là kim loại cứng và rất giòn, khó nóng chảy, nhưng lại bị oxy hóa dễ dàng. Mangan kim loại chỉ có từ tính sau khi đã qua xử lý đặc biệt. Kim loại mangan và các ion phổ biến của nó có tính chất thuận từ.

### Đồng vị
Mangan tự nhiên là bao gồm 1 đồng vị bền 55Mn. 18 đồng vị phóng xạ đã được miêu tả đặc điểm trong đó đồng vị phóng xạ ổn định nhất là 53Mn có chu kì bán rã 3,7 triệu năm, 54Mn có chu kì bán rã 312,3 ngày, và 52Mn là 5,591 ngày. Tất cả các đồng vị phóng xạ còn lại có chu kì bán rã nhỏ hơn 3 giờ và phần lớn trong số này có chu kì bán rã nhỏ hơn 1 phút. Nguyên tố này cũng có 3 trạng thái meta state.
Mangan là một phần trong nhóm các nguyên tố sắt, chúng được cho là đã được tổng hợp trong các sao lớn trong thời gian ngắn trước khi xảy ra vụ nổ siêu tân tinh.53Mn phân rã thành 53Cr với chu kì bán rã 3,7 triệu năm. Do nó có chu kì bán rã tương đối ngắn, 53Mn chỉ có một ít trong các đá do phản ứng của các tia vũ trụ lên sắt. Các thành phần đồng vị mangan đặc biệt kết hợp với các hợp phần đồng vị crom và đã có những ứng dụng trong địa chất đồng vị và định tuổi đồng vị phóng xạ. Tỉ số đồng vị Mn–Cr cùng với bằng chứng từ 26Al và 107Pd về lịch sử ban đầu của Hệ Mặt Trời. Sự biến động về tỉ số 53Cr/52Cr và Mn/Cr trong một số thiên thạch ám chỉ tỉ số 53Mn/55Mn ban đầu rằng thành phần đồng vị Mn–Cr phải là kết quả tại chỗ của việc phân rã 53Mn trong các thiên thể phân dị. Do đó 53Mn cung cấp bằng chứng bổ sung cho quá trình tổng hợp hạt nhân tức thì trước sự hóa hợp của Hệ Mặt Trời.
Các đồng vị của mangan xếp theo khối lượng nguyên tử từ 46 u (46Mn) đến 65 u (65Mn). Cơ chế phân rã ban đầu trước đồng vị bền phổ biến nhất 55Mn, là bắt electron và cơ chế phân rã ban đầu sau đó là phân rã beta.

### Tính chất hóa học
Trạng thái oxy hóa phổ biến của nó là +2,, +4, +6 và +7, mặc dù trạng thái oxy hóa từ +1 đến +7 đã được ghi nhận. Mn2+ thường tương tác với Mg2+ trong các hệ thống sinh học, và các hợp chất có mangan mang trạng thái oxy hóa +7 là những tác nhân oxy hóa mạnh như Mn2O7. Các hợp chất có trạng thái oxy hóa +5 (lam) và +6 (lục) là các chất oxy hóa mạnh.

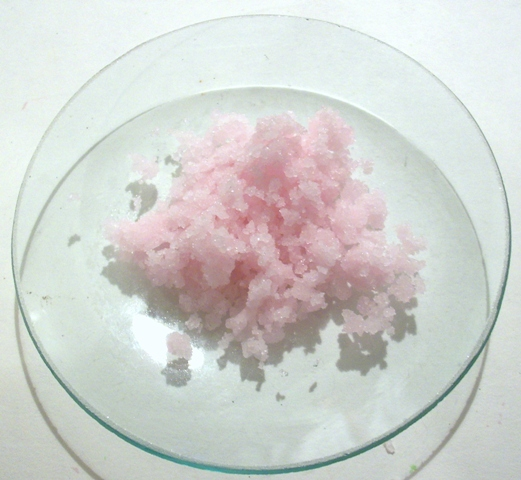
Tinh thể mangan chloride - màu hồng nhạt của muối Mn (II) là do chuyển đổi spin cấm 3d, trường hợp này hiếm gặp.

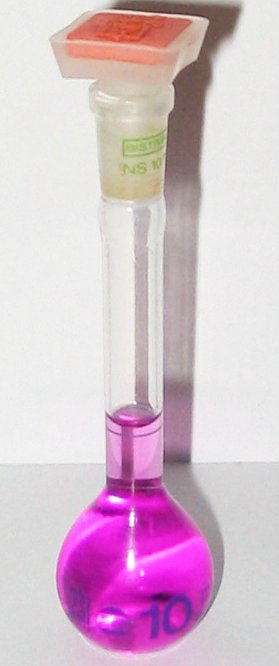
Dung dịch KMnO_{4} có màu tím đậm của Mn(VII) ở dạng pemanganat

Trạng thái oxy hóa ổn định nhất là mangan +2, nó có màu hồng nhạt, và một số hợp chất mangan (II) đã được biết như mangan(II) sulfat (MnSO4) và mangan(II) chloride (MnCl2). Trạng thái oxy hóa này cũng được gặp trong khoáng rhodochrosit, (mangan(II) cacbonat). Trạng thái oxy hóa +2 là trạng thái được sử dụng trong các sinh vật sống cho chức năng cảm giác; các trạng thái khác đều là chất độc đối với cơ thể con người.
| Các trạng thái oxy hóa của mangan            | Các trạng thái oxy hóa của mangan |
| -------------------------------------------- | --------------------------------- |
| 0                                            | Mn 2(CO) 10                       |
| +1                                           | K 5[Mn(CN) 6NO]                   |
| +2                                           | MnCl 2                            |
| +3                                           | MnF 3                             |
| +4                                           | MnO 2                             |
| +5                                           | K 3MnO 4                          |
| +6                                           | K 2MnO 4                          |
| +7                                           | KMnO 4                            |
| Các trạng thái oxy hóa phổ biến được in đậm. |                                   |

## Ứng dụng

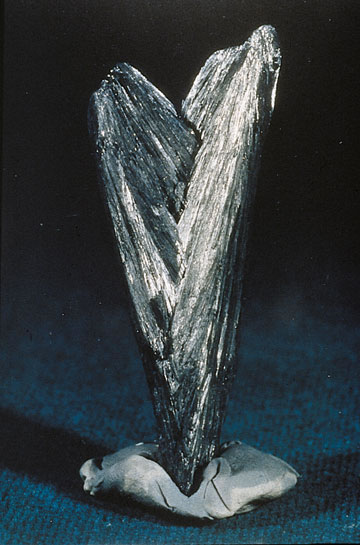
Manganít, một loại oxide mangan

Mangan có vai trò quan trọng trong sản xuất sắt thép vì có tác dụng khử lưu huỳnh, khử oxy, và mang những đặc tính của hợp kim. Luyện thép, và cả luyện sắt, sử dụng nhiều mangan nhất (chiếm khoảng 85-90% tổng nhu cầu). Trong những mục đích khác, mangan là thành phần chủ yếu trong việc sản xuất thép không rỉ với chi phí thấp, và có trong hợp kim nhôm. Nó còn được thêm vào dầu hỏa để giảm tiếng nổ lọc xọc cho động cơ. Mangan dioxide được sử dụng trong pin khô, hoặc làm chất xúc tác. Mangan được dùng để tẩy màu thủy tinh (loại bỏ màu xanh lục do sắt tạo ra), hoặc tạo màu tím cho thủy tinh. Mangan oxide là một chất nhuộm màu nâu, dùng để chế tạo sơn, và là thành phần của màu nâu đen tự nhiên. Kali pemanganat là chất oxy hóa mạnh, dùng làm chất tẩy uế trong hóa học và y khoa. Phosphat hóa mangan là phương pháp chống rỉ và ăn mòn cho thép. Nó thường hay được dùng để sản xuất tiền xu. Những loại tiền xu duy nhất có sử dụng mangan là đồng xu niken "thời chiến" ("Wartime" nickel) từ năm 1942 đến 1945, và đồng xu đôla Sacagawea (từ năm 2000 đến nay). Trình độ ứng dụng mangan ở Hoa Kỳ vẫn không có nhiều thay đổi. Hiện nay, không có giải pháp công nghệ thực tế nào có thể thay thế mangan bằng chất liệu khác hay sử dụng các trầm tích trong nước hoặc các công nghệ làm giàu khác để giảm hoàn toàn sự phụ thuộc của Hoa Kỳ vào các quốc gia khác đối với quặng mangan.
Chất liệu thay thế: Mangan không có chất liệu thay thế thỏa mãn nào trong những ứng dụng lớn. Trong những ứng dụng nhỏ, kẽm hoặc vanadi có thể thay thế được cho phương pháp phosphat hóa mangan.
Các hợp chất mangan được sử dụng để làm chất tạo màu và nhuộm màu cho gốm và thủy tinh. Màu nâu của gốm đôi khi dựa vào các hợp chất mangan. Trong ngành công nghiệp thủy tinh, các hợp chất mangan được dùng cho 2 hiệu ứng. Mangan(III) phản ứng với sắt(II) để tạo ra màu lục đậm trong thủy tinh bằng cách tạo ra sắt(III) ít màu hơn và màu hồng nhạt của mangan(II) kết hợp với màu còn lại của sắt (III).

## Phân bố và sản xuất
Mangan chiếm khoảng 1000 ppm (0,1%) trong vỏ Trái Đất, đứng hàng thứ 12 về mức độ phổ biến của các nguyên tố ở đây. Đất chứa 7–9000 ppm mangan với hàm lượng trung bình 440 ppm. Nước biển chỉ chứa 10 ppm mangan và trong khí quyển là 0,01 µg/m³. Mangan có mặt chủ yếu trong pyrolusit (MnO2), braunit, (Mn2+Mn3+6)(SiO12), psilomelan (Ba,H2O)2Mn5O10, và ít hơn trong rhodochrosit (MnCO3).
- Quặng mangan
- Psilomelan (quặng mangan)
- Mangan ôxit tập hợp dạng cành cây trên mặt đá vôi, ở Solnhofen, Đức.

Quặng mangan quan trọng nhất là pyrolusit (MnO2). Các quặng quan trọng khác thường có sự phân bố liên quan đến các quặng sắt. Các nguồn trên đất liền lớn nhưng phân bố không đồng đều. Khoảng 80% nguồn tài nguyên mangan đã được biết trên thế giới được tìm thấy ở Nam Phi, các mỏ mangan khác ở Ukraina, Úc, Ấn Độ, Trung Quốc, Gabon và Brasil. Năm 1978, người ta đã tính có 500 tỉ tấn mangan dạng thận ở đáy biển. những nỗ lực tìm phương pháp có hiệu quả kinh tế để thu hồi mangan dạng thận này đã bị bỏ lửng trong thập niên 1970.
Mangan được khai thác ở Nam Phi, Úc, Trung Quốc, Brasil, Gabon, Ukraine, Ấn Độ, Ghana và Kazakhstan. Nguồn nhập khẩu của Hoa Kỳ (1998–2001) từ: 1/ quặng mangan: Gabon, 70%; Nam Phi, 10%; Úc, 9%; Mexico, 5%; và nguồn khác, 6%. 2/ Ferromangan: Nam Phi, 47%; Pháp, 22%; Mexico, 8%; Úc, 8%; và nguồn khác, 15%. Mangan chứa trong các nguồn nhập khẩu gồm: Nam Phi, 31%; Gabon, 21%; Úc, 13%; Mexico, 8%; và nguồn khác, 27%.
Về sản xuất ferromangan, quặng mangan được trộn với quặng sắt và cacbon, sau đó khử hoặc trong lò cao hoặc trong lò điện hồ quang. Ferromangan được tạo ra có hàm lượng mangan từ 30 đến 80%. Mangan tinh khiết được dùng để sản xuất các hợp kim không chứa sắt, được sản xuất bằng cách cho quặng mangan đã được ngâm chiết với acid sulfuric và tiếp theo là xử lý bằng điện triết.

## Vai trò sinh học
Mangan là nguyên tố đóng vai trò thiết yếu trong tất cả dạng sống. Các lớp enzyme có các đồng yếu tố mangan rất rộng bao gồm oxidoreductases, transferases, hydrolases, lyases, isomerases, ligases, lectins, và integrins. Sao chép ngược của một số retrovirus (không phải lentivirus như HIV) chứa mangan. Polypeptitde chứa mangan nổi tiếng có thể là arginase, diphtheria toxin, và superoxide dismutase (Mn-SOD) chứa Mn.